# Genèse de la chevalerie médiévale
La genèse de la chevalerie médiévale traite des origines et de la période formative de la chevalerie au Moyen Âge entre le moment où les cavaliers germains sont apparus sur les limes et ont pris de l'importance dans les armées romaines et le moment où l'Église intègre la chevalerie à la politique de reconquête de la Terre Sainte, en créant les ordres militaires pendant les croisades. 
Cet article couvre une période qui s'étend du VIe siècle au XIIe siècle, entre l'époque franque et la création de l'ordre des Templiers.

## Étymologie
Chevalerie est issu du terme « chevalier » qui s'est formé en ancien français, vers 1080, à partir du latin médiéval caballarius (cavalier ou palefrenier).
À la même époque, vers 1080, le terme « cheval » est formé à partir de caballus, une désignation péjorative qui signifiait un « mauvais cheval » mais qui s'est généralisé remplaçant le latin classique equus (le cheval de guerre romain, qui donne équitation, équestre en français moderne). Les étymologistes supposent une origine celtique ou gauloise à *kaballos.

### La polysémie du terme chevalerie
Le terme de « chevalerie » est un terme polysémique tardif qui date de la fin du XIe siècle. Ce n'est que vers 1080 qu'il désigne d'abord « l'exploit digne d'un chevalier » avant de désigner « l'ensemble des chevaliers », vers 1155, puis « la qualité du chevalier » vers 1165-1170.
Pour Jean Flori, historien de la chevalerie médiévale, auteur de nombreuses synthèses sur les chevaliers et la chevalerie française :

« La chevalerie, c'est d'abord un métier, celui qu'exercent, au service de leurs maîtres, leur seigneur ou leur roi, des guerriers d'élite combattant à cheval. Les méthodes de combat spécifiques de cette cavalerie lourde la transforment bientôt, par le coût des armements et l'entraînement qu'elles nécessitent, en élite aristocratique. La fonction guerrière se concentre sur une classe sociale qui la considère comme son privilège exclusif. - Jean Flori »

## Histoire
Les auteurs ecclésiastiques, imprégnés de culture latine, comme Richer de Reims à la fin du Xe siècle, recherchent dans l'antiquité romaine l'origine des structures sociales et des ordres juridiques dont ils sont témoins ou veulent rendre compte, comment la tradition romaine avait perduré de la chevalerie romaine à la chevalerie médiévale. Mais selon Richer, l’ordo equester romain désigne la noblesse romaine et non la chevalerie,. Ces auteurs avaient en partie raison, depuis la Rome antique, la culture gallo-romaine, les traditions du territoire sous le contrôle d'Aetius et de Syagrius, roi des romains, il n'y a pas de solution de continuité avec les Francs de Clovis, fondée sur les traditions romaines qui n'avaient pas complètement disparu. Si les magistrats disparurent avec l'Empire leur fonction perdurèrent dans les royaumes barbares et dans l'empire carolingien.
Il faut attendre la fin du XIXe siècle, pour que des historiens, comme Léon Gautier, s'intéressent aux origines germaniques - et non plus uniquement romaines - de la chevalerie médiévale. Ces historiens relisent La Germanie de Tacite et y découvrent une certaine forme d'altruisme ou tout le moins un recul de la vengeance mais toutes ces nuance ne proscrivent pas ce que Barthélemy appelle la « mutation chevaleresque ». L'histoire de la chevalerie aurait été faussée, dès 1905 avec Paul Guilhiermoz suivi de Marc Bloch, quand l'on a voulu voir, lors du XIe siècle, dans l'essor de l'adoubement, le moyen de valoriser des vassaux de piètre origine dans le cadre de la « mutation féodale de l'an mil ».
Il ne peut y avoir de continuité entre les chevaliers Romains et la chevalerie médiévale avec son trait principal, le caractère militaire. Jean Flori, historien de la chevalerie, voit dans la féodo-vassalité l'origine de la chevalerie.

### Origines antiques
Ce que la tradition historiographique appelle le déclin de l'Empire romain d'Occident est le produit d'une longue séquence politique et militaire, qui débute avec la naissance de l'impératif de défense des limes au IIIe siècle, et s'accentue après la bataille d'Andrinople en 378, les grandes invasions des germaniques en 406/407, et la création des divers royaumes barbares d'Occident du Ve et VIIe siècles. La fin de l'autorité impériale en Occident, à partir de 476, consacre ce délitement.
Pour certains historiens, comme Dominique Barthélemy, les racines de la cavalerie puis de la chevalerie médiévale seraient à trouver non pas dans la chevalerie romaine mais chez les peuples germaniques avec leur cavalerie légère et leurs traditions guerrières.

#### Chevalerie romaine
Avant les recherches modernes du XIXe siècle, le principal précédent à la chevalerie médiévale est la chevalerie romaine mais cette chevalerie était d'abord un ordre civil. L'appartenance à l’ordo equester permettait à ses membres l'attribution d'un cheval public (equus publicus), la participation à la légion et à la cavalerie romaine sur les champs de bataille. Les chevaliers romains constituent à l'époque républicaine une classe censitaire définie par le niveau de richesse le plus élevé de la société romaine (un cens de 400 000 sesterces),.

#### Racines germaniques
Au XIXe siècle, les Germains sont victimes d'un préjugé racial dans l'interprétation des sépultures que les archéologues trouvaient. Aujourd'hui ils parlent de faciès culturel dans l'habitude d'inhumer (et non d'incinérer) avec des dépôts d'armes : longues épées, haches, framées, flèches, poignards et autres boucliers. Ces armes attestent de leur statut guerrier.
La société germanique est une société guerrière célébrant les armes jusque dans le rituel funéraire, pratique à laquelle les Romains ne se livraient pas. Tacite, au début du IIe siècle, parle d'une assemblée d'hommes libres, le comitatus dans lequel les jeunes hommes entrent par un serment prononcé lors d'une cérémonie d'initiation et de remise des armes :

« Affaires publiques ou affaires privées, ils [les germains] ne font rien sans être en armes. Mais la coutume veut que nul ne prenne les armes avant que la cité ne l'en ait reconnu capable. Alors, dans l'assemblée même, un des chefs ou le père ou ses proches décorent le jeune homme du bouclier et de la framée - Tacite. »

### Origine médiévale de la chevalerie
Le vocabulaire semble donner raison à une origine guerrière et « franque », non romaine et peu germanique. En latin, langue universelle des lettrés du Moyen Âge, la « chevalerie » est désignée par le mot militia sans contestation possible dès le XIIe siècle. Les écrivains qui traduisent les textes latins en ancien françois, traduise militia systématiquement par « chevalerie ». Mais au IXe et Xe siècles, militia est encore chargé d'une connotation de service public. Sous le Bas-Empire le sens du mot passe progressivement de celui de l'armée de Rome à celui d'une administration calquée sur son modèle. Les fonctionnaires sont ceints d'un cingulumm marque de leur autorité. Au XIe siècle le terme militia indique les fonctions de gouvernement des comtes (comites), princes (principes) ou puissants (potentes). Ils exercent des fonctions qui rappellent l'ancienne notion de puissance publique.
Mais le mot miles (milites au pluriel) est des plus explicites. Il est lié à l'usage des armes jusqu'au milieu du XIe siècle où il désigne tous les soldats, les piétons (pedites) ou les cavaliers (equites). L'installation des Royaumes barbares, a pris la place de l'armée du Bas-Empire composée de « volontaires » et de mercenaires des peuples « germaniques ». Cette armée est très différente, elle est composée d'hommes libres dont le roi est le chef.
C'est le développement de la vassalité, composée d'une « clientèle armée » d'hommes puissants qui acceptent, par l'hommage, de rentrer dans la « dépendance honorable » de leurs suzerains. Ces vassaux servant par les armes, constituent l'escorte de ceux qui les font vivre. Ils doivent, comme vassaux, être ou fournir ce que leurs suzerains leur demandent, des milites qui au fil du XIIe siècle sont devenus des combattants d'élite à cheval.
Le seigneur peut parler de « sa chevalerie » ou de « ses chevaliers ». Ainsi la chevalerie est donc bien une invention féodo-vassalique capétienne.